# Fußball-Regionalliga Bayern

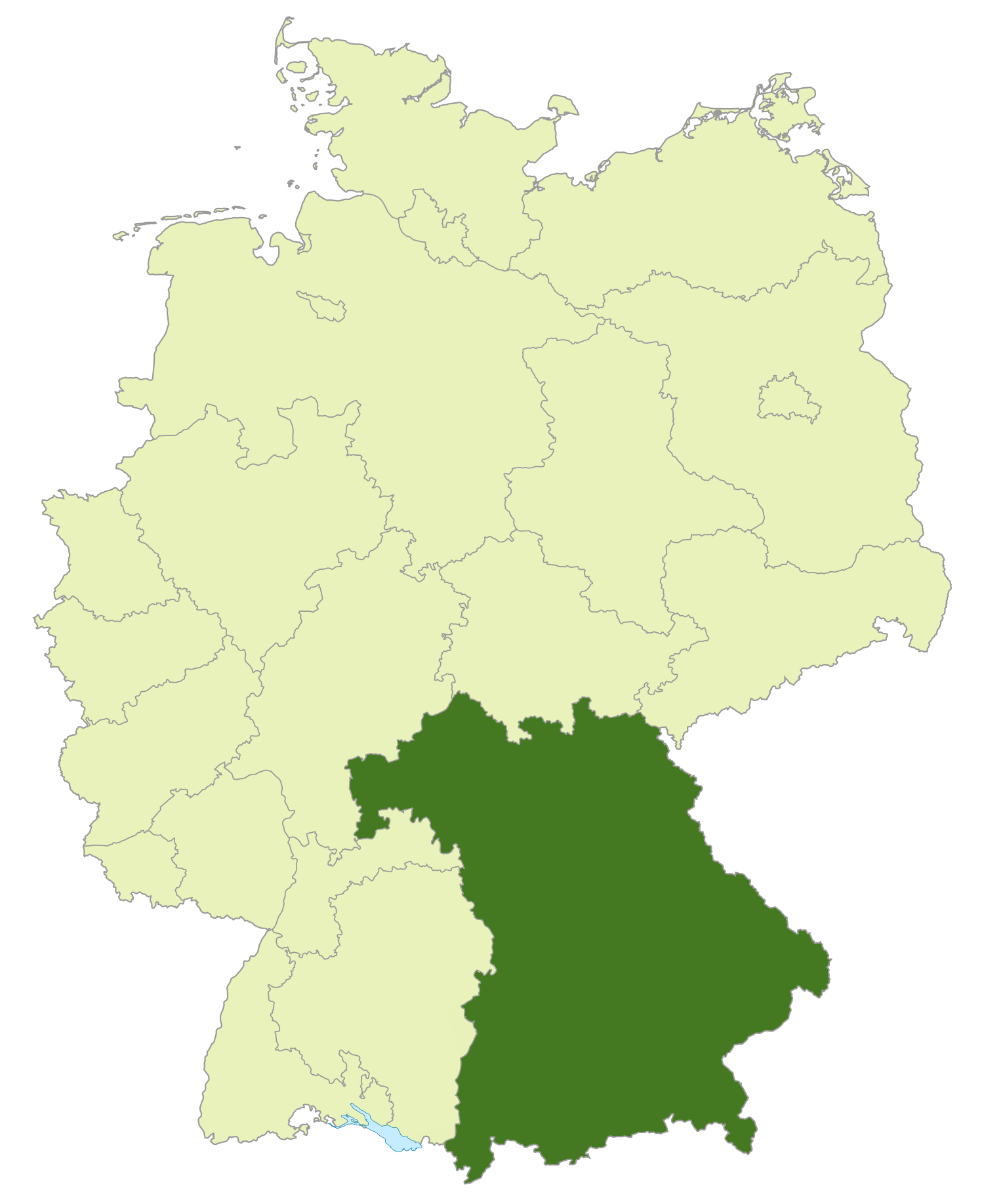
Mapa da atual região sudoeste da Regionalliga.

A Fußball-Regionalliga Bayern é o quarto escalão do sistema de ligas de futebol da Alemanha no estado da Baviera. É uma das cinco ligas neste escalão, acompanhada da Regionalliga Nord, Regionalliga Nordost, Regionalliga Südwest e Regionalliga West.
A competição foi formada após uma reestruturação no sistema de ligas da Alemanha ao fim da temporada 2011-12, composta de clubes do estado da Baviera que participavam da antiga Regionalliga Süd. O campeão é promovido para a 3. liga.

## Vencedores
| Temporada | Campeão            | Vice-campeão      |
| --------- | ------------------ | ----------------- |
| 2012–13   | 1860 Munich II     | Bayern Munich II  |
| 2013-14   | FC Bayern München  | FV Illertissen    |
| 2014-15   | Würzburger Kickers | FC Bayern München |
| 2015-16   | Jahn Regensburg    | Wacker Burghausen |
| 2016-17   | SpVgg Unterhaching | FC Bayern München |
| 2017-18   | 1860 Munich        | FC Bayern München |

Fonte: «Regionalliga Bayern». Das deutsche Fussball-Archiv. Consultado em 30 de dezembro de 2018
- Equipes promovidas em negrito.